# Felsenteller
Die Felsenteller oder Ramondien (Ramonda) sind eine Pflanzengattung innerhalb der Familie der Gesneriengewächse (Gesneriaceae). Die nur drei Arten sind jeweils endemisch in Spanien bzw. auf dem Balkan. Die Vorkommen in Europa sind Relikte aus dem Tertiär; fast alle anderen Arten der Familie sind tropisch. Eine Besonderheit der Felsenteller ist die für Höhere Pflanzen seltene Fähigkeit der Poikilohydrie, das bedeutet die Pflanzenexemplare können komplett austrocknen, ohne abzusterben.

## Beschreibung

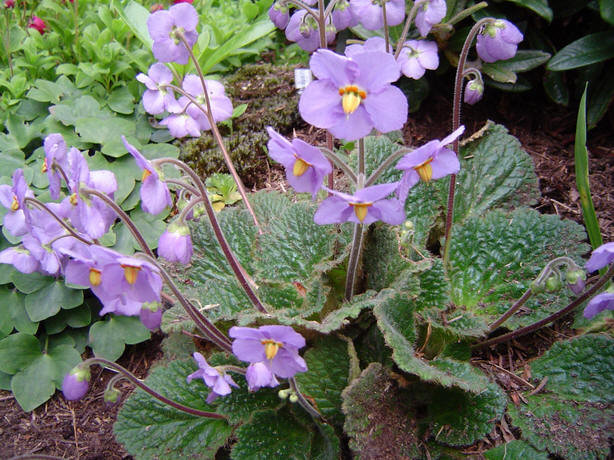
Habitus, Laubblätter und Blütenstände des Serbischen Felsenteller (Ramonda serbica)

### Vegetative Merkmale
Felsenteller-Arten sind ausdauernde, krautige Pflanzen und sind fast stängellos. Die wechselständig, kreisförmig in einer Rosette angeordneten Laubblätter sind dicht behaart und ungestielt bis kurz gestielt, in letzterem Fall ist der Blattstiel geflügelt. Die einfachen Blattspreiten sind eiförmig-spatelförmig bis elliptisch mit stumpfem oberen Ende, am Rand grob gezähnt bis gekerbt, runzelig und auf der Unterseite mit braun-roten Haaren besetzt.

### Generative Merkmale
Der lange Blütenstandsschaft entspringt in den Blattachseln. Den traubigen Blütenständen fehlen Vorblätter.
Die zwittrigen Blüten sind meist fünfzählig, gelegentlich vierzählig mit doppelter Blütenhülle. Die auch während der Reifezeit nicht abfallenden Kelchblätter sind unverwachsen, länglich-rund bis eiförmig und ebenso lang wie die Kronröhre. Die radförmige, annähernd radiärsymmetrische Krone ist vorn flach, ihre Zipfel sind elliptisch bis verkehrt-eiförmig mit stumpfem oberen Ende, ihre Grundfarbe ist Blau-Lila, zum Schlund hin weißlich und im Zentrum mit einem gelb-orangefarbenen Ring versehen. Der Kronschlund ist mit einer Gruppe einzelliger Haare besetzt. Die fünf oder vier Staubblätter (je nach Zähligkeit der Blüte) haben kurze Staubfäden und deutlich größere, eiförmig-dreieckige Staubbeutel mit parallel angeordneten, nicht verbundenen Theken, die sich zum Ende hin öffnen und einen Kegel bilden. Nektarien fehlen. Der Fruchtknoten ist eiförmig bis kegelförmig, der Griffel schlank und deutlich länger als der Staubbeutelkegel, die Narbe ist klein.
Die trockene elliptische bis länglich-runde Kapselfrucht und deutlich größer als der Kelch.

## Vorkommen
Die Arten der Gattung Ramonda finden sich in den Pyrenäen sowie auf der Balkanhalbinsel. Sie wachsen auf beschatteten und feuchten Felsen in Höhenlagen von 500 bis 2000 Metern.

## Systematik
Die Gattung Ramonda wurde 1805 von Louis Claude Marie Richard in Persoon: Synopsis Plantarum, Band 2, Seite 216 aufgestellt. Der Name Ramonda wurde auf diese Nennung konserviert. Der wissenschaftliche Gattungsname Ramonda ehrt den französischen Botaniker Louis Ramond de Carbonnières (1755–1827), der besonders zur floristischen Kenntnis der Pyrenäen beitrug.
Diagnostische Merkmale zur Abgrenzung der Gattung sind die unverwachsenen Staubbeutel sowie die Tatsache, dass die Kronröhre deutlich kürzer ist als die Kronzipfel.
Es gibt je nach Autor drei oder vier Ramonda-Arten.
- Pyrenäen-Felsenteller (Ramonda myconi (L.) Rchb.)
- Serbischer Felsenteller (Ramonda serbica Pančić & Petrovič)
- Nathalia-Felsenteller (Ramonda nathaliae Pančić)

## Nutzung
Alle drei Arten werden als Zierpflanzen für Steingärten und Alpinhäuser genutzt. Ramonda myconi und Ramonda nathaliae bilden in Kultur die seltene Hybride Ramonda ×regis-ferdinandi Kellerer.

## Nachweise
- Eintrag zur Gattung auf The Genera of Gesneriaceae, online, letzter Zugriff am 9. Januar 2008